# Claudio Stagni
Claudio Stagni (ur. 9 czerwca 1939 w Ganzanigo) – włoski duchowny katolicki, biskup Faenzy-Modigliana w latach 2004-2015.

## Życiorys

### Prezbiterat
Święcenia kapłańskie otrzymał 25 lipca 1963 z rąk kard. Giacomo Lercaro. Inkardynowany do archidiecezji bolońskiej, został wykładowcą w miejscowym seminarium, zaś od 1966 pełnił funkcję sekretarza arcybiskupiego, jednocześnie pracując (od 1967) jako proboszcz w Mongardino. Po zwolnieniu w 1974 z urzędu sekretarza został wicekanclerzem kurii, a następnie został mianowany diecezjalnym asystentem Akcji Katolickiej. Od 1988 wikariusz generalny archidiecezji.

### Episkopat
6 grudnia 1990 papież Jan Paweł II mianował go biskupem pomocniczym archidiecezji Bolonii, ze stolicą tytularną Dardanus. Sakry biskupiej udzielił mu 13 stycznia 1991 ówczesny arcybiskup Bolonii – kard. Giacomo Biffi.
26 kwietnia 2004 został mianowany biskupem ordynariuszem diecezji Faenza-Modigliana, zaś 30 maja 2004 kanonicznie objął urząd.
19 stycznia 2015 przeszedł na emeryturę, a jego następcą wybrany został biskup Mario Toso.